# Marie Colomb

Marie Colomb (2023)

Marie Colomb (* 1995 in Saint-Pardon-de-Conques) ist eine französische Schauspielerin.

## Leben
Marie Colomb gab ihr Kinodebüt 2017 in Un, deux, trois von Mathieu Gari als Julie. 2019/2020 war sie in der Miniserie Laëtitia des Senders France 2 in der Titelrolle der Laëtitia Perrais zu sehen.
Im dem im Rahmen der Internationalen Filmfestspiele von Cannes 2021 in der Sektion Quinzaine des réalisateurs uraufgeführten Coming-of-Age-Drama Die Magnetischen  von Vincent Maël Cardona übernahm sie als Marianne die weibliche Hauptrolle. Eine weitere Hauptrolle hatte sie 2023 im Drama La voie Royale von Frédéric Mermoud als Diane Le Goff.
Für ihre Darstellung der Marie im Thriller Wie wilde Tiere wurde sie 2023 für den spanischen Filmpreis Goya in der Kategorie Beste Nebendarstellerin nominiert. 2024 gehörte sie in der Serie Cult von Prime Video als Loana Petrucciani zur Hauptbesetzung.
In den deutschsprachigen Fassungen wurde sie von Maryan Bartilla in Wie wilde Tiere sowie von Flavia Vinzens in Die Magnetischen synchronisiert.

## Filmografie (Auswahl)
- 2014: Je veux te baiser
- 2017: Un, deux, trois
- 2017: Merrick
- 2017: Slow Motion (Kurzfilm)
- 2017: J’mange froid (Kurzfilm)
- 2018: Sunshine State of Mind
- 2018: Les amoureux
- 2018: Caballero & JeanJass: A2 (Musikvideo)
- 2019: Things the Wildflowers Told Me (Kurzfilm)
- 2019–2020: Laëtitia (Miniserie, sechs Folgen)
- 2020: Vaurien
- 2021: Gabriel Rose (Kurzfilm)
- 2021: Die Magnetischen (Les magnétiques)
- 2022: Le caillou (Kurzfilm)
- 2022: Wie wilde Tiere (As bestas)
- 2022: UFOs (Fernsehserie, eine Folge)
- 2022: Pays sans talent (Kurzfilm)
- 2023: It’s Gonna Be Okay (Kurzfilm)
- 2023: Der Königsweg (La voie royale)
- 2023: La grande ourse (Kurzfilm)
- 2023: Follow (Miniserie, sechs Folgen)
- 2024: La cassette (Kurzfilm)
- 2024: Culte (Fernsehserie, sechs Folgen)

## Auszeichnungen und Nominierungen
Goya 2023
- Nominierung als Beste Nebendarstellerin für Wie wilde Tiere

Internationale Filmfestspiele von Cannes 2025
- Auszeichnung mit der Trophée Chopard[6][7]